# Johann Hinrich Eitz
Johann Hinrich Eitz (* 6. November 1779 in Lehe; † 9. März 1870 ebenda) war ein deutscher Bauunternehmer und Mitglied der Bremischen Bürgerschaft.

## Leben
Eitz war ein Maurermeister und danach Bauunternehmer. Schon vor 1827 und während der Gründung der Stadt Bremerhaven führte der Leher Bauunternehmer auch in Bremerhaven Bauaufträge aus. 1820 wirkte er beim Bau des hannoverschen Hafenhauses und 1830 beim Bau des Fort Wilhelm mit. 1838 baute er mit Johann Georg Claussen (1808–1885) die Wasserleitung von Lehe nach Bremerhaven. Sein Bauunternehmen stellte mit einem Kalkofen auch gebrannten Kalk her. Seine Frau betrieb den Gasthof Beermannshof am Leher Markt. Eitz besaß zudem ein Landhaus in Lehe. Er war von 1837 bis 1851 im Ortsvorstand von Lehe. 1848 wurde er in die Bremische Bürgerschaft gewählt. Er unterstützte das Schulwesen und die Armenpflege.     